# Наталівська волость

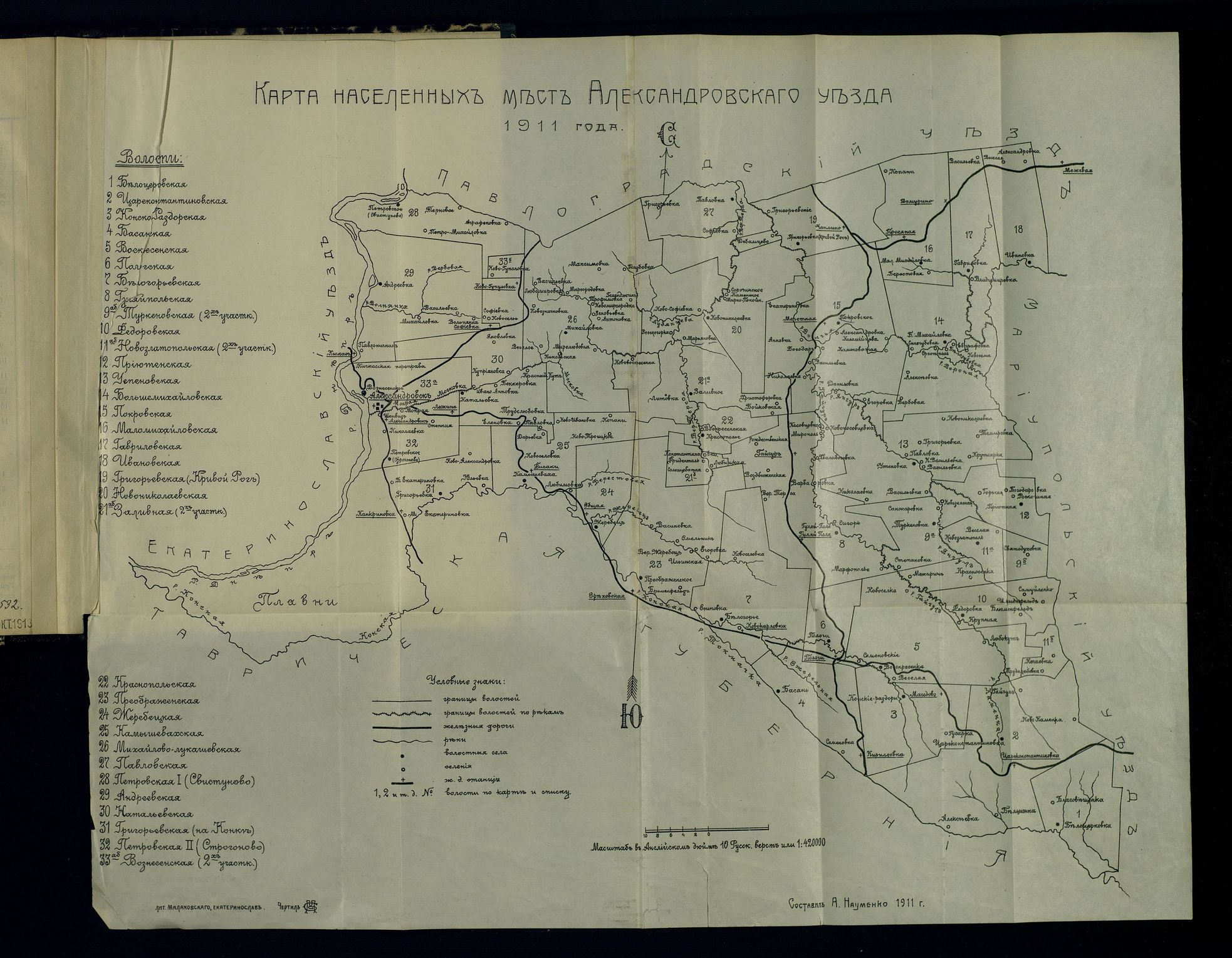
Мапа Наталівської волості (відмічена номером 30). На момент 1911 року

Наталівська волость — історична адміністративно-територіальна одиниця Олександрівського повіту Катеринославської губернії.
Станом на 1886 рік складалася з 12 поселень, 12 сільських громад. Населення — 2398 осіб (1307 чоловічої статі та 1091 — жіночої), 232 дворових господарства.
|                     | Площа, десятин | У тому числі орної, дес. |
| ------------------- | -------------- | ------------------------ |
| Сільських громад    | 1077           | 407                      |
| Приватної власності | 28555          | 14265                    |
| Іншої власності     | 197            | 120                      |
| Загалом             | 29829          | 14792                    |

Найбільші поселення волості:
- Наталівка — село при річці Московка за 12 верст від повітового міста, 204 особи, 30 дворів, православна церква, щорічний ярмарок. За 7 верст — школа. За 15 верст — школа. За 12 верст — залізнична станція Софієвка.
- Миколаївка (Нестелеєва) — село при балці Вільненька від повітового міста, 84 особи, 17 дворів, лавка.

## Села у складі волості
- Наталівка (адміністративний центр волості)[2]
- Софієвка
- Степне
- Яковлевка
- Купріянівка
- Бекарівка
- Івано-Ганівка
- Красний Кут
- Новоселовка
- Трудолюбовка
- Оленівка
- Павловка
- хут. Скелевата

## Виробництва та фабрики
Наталівський гранітний кар'єр - виробляє граніт, щебінь та займається розробкую кар'єрів
Янцевський гранітний кар'єр - власником є Янцен Як. Март, виробляє граніт та гранітні вироби
Механічний, чавуноливарний завод -  власником є Нейфельд Г. Д, заснований у 1875 році, Місцевість: Олександрівський повіт, Наталівська волость, ст. Софіївка Пд. ж. д.,10 сажнів, шосейна. Адреса: зав. Софіївський завод. Головні вироби: молотилки,коренерізки, водовози та пр. Робітників: 220. Двигунів: 1. Кінських сил: 36.
Скелеватский машинобудівний завод — власником є Янцен Як. Март, заснований у 1908 році, Місцевість: Катеринославська губернія, Олександрівський повіт, хутір Скелевата, Наталівська волость, поблизу ст. Янцеве Південної ж. д., 2 ½ верст, ґрунтова. Адреса: зав. ст. Янцеве південний. ж. д. для пр. кор. та м. Олександрів для зак. кор. Головні вироби: жниварні машини, сівалки та плуги. Річне виробництво: 100 т. н. Робітників: 91. Двигунів: 1. Кінських сил: 12.

## Релігія

### Церковні єпархії волості
Наталівська Свято-Ільїнська церква, знаходилась у селі Наталівка. До її приходу належали села: Беккерівка, Крамарівка, Оленівка, Трудолюбівка; хутори: Красний Кут, Новоплатонівський, Новостепнянський, Новотаврійський
Софіївська Володимирівська церква, знаходиться у Софіївці (нині Вільнянськ). До її приходу належали  села: Купріянівка, Новоселівка, Сергіївка; хутори: Безіменний, Біляївка, Вільний, Никифорівка Наталівської вол.; с. Василівка Андріївської вол.; с. Значкове Михайло-Лукашівської вол.